# BTR-94
BTR-94 là một loại xe bọc thép chở quân (Bronetransporter) bánh lốp lội nước của Ukraina, đây là một phiên bản sửa đổi của xe bọc thép BTR-80 của Liên Xô. Tháp pháo BAU-23x2 của BTR-94 lớn hơn so với tháp pháo BPU-1 của BTR-80 và trang bị pháo nòng kép 23x115mm 2A7M với 200 viên đạn, một súng máy đồng trục 7,62 mm với 2000 viên đạn, 6 ống phóng lựu đạn khói 81 mm và một kính ngắm quang học kết hợp 1PZ-7-23. Mỗi pháo 2A7M có tốc độ bắn tối đa đạt 850 viên/phút. Mô-đun BAU-23x2 có thể được đặt trên các xe bọc thép khác như BTR-70 hoặc Ratel IFV.
Jordan đặt mua 50 BTR-94 vào năm 1997, chiếc đầu tiên giao vào năm 2000. Iraq có 50 BTR-94 do Jordan tặng vào năm 2004, trang bị cho Lữ đoàn cảnh sát cơ giới.